# Chamaesyce inequilatera
Chamaesyce inequilatera là một loài thực vật có hoa trong họ Đại kích. Loài này được Soják mô tả khoa học đầu tiên.